# Super Prestige Pernod 1970
De Super Prestige Pernod 1970 was de twaalfde editie van dit regelmatigheidsklassement in het wielrennen. Ten opzichte van het voorgaande jaar leverde Luik-Bastenaken-Luik geen punten meer op voor het klassement. Dit was het begin van een periode van zes jaar waarin Luik-Bastenaken-Luik meetelde in de oneven jaren en de Waalse Pijl in de even jaren. Vanaf 1976 telde beide koersen weer mee voor het klassement. Verder bleef de kalender intact, waardoor er in 1970 achttien wedstrijden waren die punten opleverden voor de Super Prestige Pernod.
Voor het tweede jaar op rij won Eddy Merckx het eindklassement. Merckx won zowel de Giro als de Tour en was ook de sterkste in Parijs-Nice, Parijs-Roubaix en de Waalse Pijl. In totaal behaalde hij meer dan tweemaal zoveel punten als de nummer twee Herman Vanspringel. Vueltawinnaar Luis Ocaña completeerde de top-drie. Net als in 1968 stond er geen Fransman in de top-tien en werd er slechts een koers gewonnen door een Franse renner. Zes renners uit de top-tien kwamen uit België, het hoogste aantal uit hetzelfde land sinds de eerste editie in 1959. Het was eveneens voor het eerst sinds 1959 dat geen enkele wedstrijd door een Nederlander werd gewonnen. Behalve de Super Prestige Pernod werden er nog twee andere prijzen uitgereikt: de Prestige Pernod voor Franse renners en de Promotion Pernod voor Franse renners onder de 25 jaar.

## Wedstrijden
| Datum           | Koers                                     | Winnaar             |
| --------------- | ----------------------------------------- | ------------------- |
| 8–16 maart      | Parijs-Nice (1970)                        | Eddy Merckx         |
| 19 maart        | Milaan-San Remo (1970)                    | Michele Dancelli    |
| 5 april         | Ronde van Vlaanderen (1970)               | Eric Leman          |
| 12 april        | Parijs-Roubaix (1970)                     | Eddy Merckx         |
| 19 april        | Waalse Pijl (1970)                        | Eddy Merckx         |
| 1 mei           | Rund um den Henninger-Turm (1970)         | Rudi Altig          |
| 5–10 mei        | Vierdaagse van Duinkerke (1970)           | Willy Van Neste     |
| 23 april–12 mei | Ronde van Spanje (1970)                   | Luis Ocaña          |
| 19–25 mei       | Circuit des Six-Provinces–Dauphiné (1970) | Luis Ocaña          |
| 18 mei–7 juni   | Ronde van Italië (1970)                   | Eddy Merckx         |
| 2–7 juni        | Grand Prix du Midi Libre (1970)           | Walter Ricci        |
| 27 juni–19 juli | Ronde van Frankrijk (1970)                | Eddy Merckx         |
| 10–13 augustus  | Parijs-Luxemburg (1970)                   | Erik De Vlaeminck   |
| 16 augustus     | Wereldkampioenschap in Leicester (1970)   | Jean-Pierre Monseré |
| 6 september     | Bordeaux-Parijs (1970)                    | Herman Vanspringel  |
| 27 september    | Parijs-Tours (1970)                       | Jürgen Tschan       |
| 10 oktober      | Ronde van Lombardije (1970)               | Franco Bitossi      |
| 18 oktober      | Grote Landenprijs (1970)                  | Herman Vanspringel  |

## Eindklassementen

### Individueel
| Plek | Renner                 | Punten |
| ---- | ---------------------- | ------ |
| 1    | Eddy Merckx            | 409    |
| 2    | Herman Vanspringel     | 190    |
| 3    | Luis Ocaña             | 178    |
| 4    | Eric Leman             | 125    |
| 5    | Felice Gimondi         | 115    |
| 6    | Jean-Pierre Monseré    | 91     |
| 7    | Michele Dancelli       | 90     |
| 7    | Joop Zoetemelk         | 90     |
| 9    | Martin Van Den Bossche | 85     |
| 10   | Erik De Vlaeminck      | 80     |

- Prestige Pernod: Georges Chappe
- Promotion Pernod: Daniel Rebillard

1959 · 1960 · 1961 · 1962 · 1963 · 1964 · 1965 · 1966 · 1967 · 1968 · 1969 · 1970 · 1971 · 1972 · 1973 · 1974 · 1975 · 1976 · 1977 · 1978 · 1979 · 1980 · 1981 · 1982 · 1983 · 1984 · 1985 · 1986 · 1987